# María Guadalupe González
María Guadalupe "Lupita" González Romero (Ciudad de México, 9 de enero de 1989) es una atleta mexicana especializada en marcha atlética. Ganó medalla de plata en los Juegos Olímpicos de Río de Janeiro 2016 en la prueba de marcha de 20 kilómetros y medalla de oro en 2015 en los XVII Juegos Panamericanos celebrados en Toronto, Canadá y en la XVII Copa Panamericana de Marcha celebrada en Arica, Chile.
González practicó box e inició en el atletismo como forma de recuperación de una lesión en la rodilla. Es parte de la Secretaría de Marina. Su entrenador es Esteban Santos Santiago.
El entrenadorJuan Hernández estuvo trabajando con  ella julio 2013 hasta agosto del 2016, quien también formó a Graciela Mendoza.Egresada del Tecnológico Nacional de México,  campus Tlalnepantla

## Carrera deportiva

### Historia
González ocupó la segunda posición en el Campeonato del mundo de marcha atlética por equipos con un tiempo de 1h:26:17. Posteriormente ganó en el Campeonato Mundial de Caminata por Equipos en Roma 2016 y así llegó como una de las favoritas a medalla en Río 2016.
Es subcampeona olímpica en Río de Janeiro 2016, pues con un tiempo de 1 h 28 minutos y 38 segundos, dos segundos detrás de la campeona Liu de China, se convirtió en la primera mexicana en ganar medalla en caminata olímpica.
Durante el Campeonato del mundo de marcha atlética por equipos 2016 en Londres cruzó la meta en segundo lugar, después de la marchista Liu Hong; sin embargo la comisión antidopaje descalificó a la competidora china y dando el primer sitio a González.
El 5 de mayo de 2018 obtuvo el primer lugar en el Campeonato del mundo de marcha atlética por equipos en China siendo la primera mujer en obtener dos campeonatos consecutivos en caminata de 20 kilómetros.

### Suspensión
El 10 de mayo de 2019, la Unidad de Integridad del Atletismo (UIA), suspendió a la atleta por un periodo de cuatro años (hasta noviembre de 2022) por un control positivo a la trembolona.
El día 13 de agosto de 2021, La marchista Guadalupe González recibió otros cuatro de suspensión por manipulación de pruebas y falsificación de documentos, las cuales presentó en la defensa que tuvo el 17 de abril del 2019 ante la Unión de Integridad de Atletismo. González ya estaba cumpliendo una suspensión de cuatro años por presencia y uso de la sustancia prohibida trembolona, y la cual terminaría el 15 de noviembre del 2022. La Unión de Integridad levantó una nueva acusación en contra de la marchista por manipulación de información y hoy finalmente se dio el castigo para González que consiste en otros cuatro años de inelegibilidad a partir del día que termine su primer castigo y  así la sanción culminará en el 2026. «Cuatro años más de suspensión para Lupita González; estaría fuera de París 2024». www.milenio.com.</ref>

## Mejores marcas personales
| Mejores marcas personales                                                                             | Mejores marcas personales | Mejores marcas personales | Mejores marcas personales |
| Distancia                                                                                             | Tiempo                    | Lugar                     | Fecha                     |
| --- | ------------------------- | ------------------------- | ------------------------- |
| 10 km                                                                                                 | 43:49                     | Toronto, Canadá           | 19 de julio de 2015       |
| 20 km                                                                                                 | 1h:26:17                  | Roma, Italia              | 7 de mayo de 2016         |
| Las competiciones en pista vienen indicadas en metros y las que son en ruta se indican en kilómetros. |                           |                           |                           |